# بيرت نيوتن
بيرت نيوتن (بالإنجليزية: Bert Newton)‏ هو مقدم تلفزيوني وممثل أسترالي، ولد في 23 يوليو 1938 في أستراليا. من الجوائز التي نالها ميدالية الذكرى المئوية.

## جوائز
- ميدالية الذكرى المئوية

## وصلات خارجية
- بيرت نيوتن على موقع IMDb (الإنجليزية)
- بيرت نيوتن على موقع ميوزك برينز (الإنجليزية)
- بيرت نيوتن على موقع ديسكوغز (الإنجليزية)
- بيرت نيوتن على موقع قاعدة بيانات الفيلم (الإنجليزية)